# Hałyna Pahutiak
Hałyna Pahutiak (ukr. Галина Пагутяк; ur. 26 lipca 1958 we wsi Załokoć k. Drohobycza) — ukraińska pisarka i publicystka. Odznaczona Nagrodą im. Tarasa Szewczenki za powieść Słuha z Dobromylia.

## Życiorys
Córka Wasyla i Iwanny Basarab. Urodziła się we wsi Bojków Załokoć, skąd wraz z rodziną przeprowadziła się do Uroża.
Po ukończeniu filologii ukraińskiej na Uniwersytecie Kijowskim pracowała w szkole w czarnobylskim rejonie, następnie w Muzeum Krajoznawczym w Drohobyczu, a także we Lwowskiej Galerii Sztuki. Zrzeszona w Narodowym Związku Pisarzy Ukrainy. Mieszka we Lwowie.

## Twórczość
Hałyna Pahutiak jest autorką ponad trzydziestu książek, licznych esejów i opowiadań. W swojej twórczości chętnie odwołuje się do historii i folkloru Galicji Wschodniej wplatając w nie wątki fantastyczne — m.in. Uriźka hotyka (Урізька готика), Słuha z Dobromylia (Слуга з Добромиля); porusza problemy ekologiczne, a także okrucieństwa i ludzkiej bezbronności. Część z jej twórczości skierowana jest do dzieci i młodzieży — Wtecza zwiriw abo Nowyj Bestiarij (Втеча звірів або Новий Бестіарій), Korolistwo (Королівство), czy U Kożnoho je babusia (У кожного є бабуся).
W 2010 roku przyznana jej została Nagroda im. Tarasa Szewczenki za książkę Słuha z Dobromylia. Dwukrotnie nagradzana przez Międzynarodowy Konwent Fantastyki "Portal" w kategorii "Książka w języku ukraińskim" — w 2008 roku za Knyhonoszi z Korolistwa (Книгоноші з Королівства) oraz w 2011 roku za Zaczarowani muzykanty (Зачаровані музиканти).
Swoje eseje publikuje na serwisie internetowym zaxid.net.
Twórczość Hałyny Pahutiak przekładana była m.in. na język angielski, rosyjski, czeski i niemiecki. Dotychczas nie była przekładana na język polski.

## Skandal z egzaminem maturalnym w 2015 roku
W 2015 roku fragment utworu Hałyny Pahutaik został wykorzystany bez uzgodnienia z autorką w arkuszu egzaminacyjnym na ukraińskiej maturze (ZNO) z języka ukraińskiego. Pięć zadań wymagało analizy filozoficznego tekstu "Mały szlak — nie dla ludzi..." i wskazania, co autorka miała na myśli. W otwartym liście Hałyna Pahutiak nazwała te zadania "absurdem i znęcaniem się nad autorskim tekstem". Po licznych protestach maturzystów w całej Ukrainie komisja egzaminacyjna postanowiła przyznać za sporne pytania jednakową liczbę punktów wszystkim zdającym.

## Nagrody
| Rok  | Nagroda                                                                                             | Kategoria                 | Książka                                           | Rezultat  |
| ---- | --------------------------------------------------------------------------------------------------- | ------------------------- | ------------------------------------------------- | --------- |
| 2008 | Międzynarodowy konwent fantastyki "Portal"                                                          | Książka ukraińskojęzyczna | Knyhonoszi z korolistwa (Книгоноші з Королівства) | Wygrana   |
| 2008 | Ukrainsko-austriacka literacka nagroda Українсько-австралійська літературна премія "Aster" (Айстра) | (brak)                    | Zachid soncia w Urożi (Захід сонця в Урожі)       | Wygrana   |
| 2009 | Książka roku BBC                                                                                    | Książka dla dorosłych     | Uriźka hotyka (Урізька готика)                    | Nominacja |
| 2010 | Narodowa Nagroda im. Tarasa Szewczenki                                                              | Literatura                | Słuha z Dobromylia (Слуга з Добромиля)            | Wygrana   |
| 2011 | Międzynarodowy konwent fantastyki "Portal"                                                          | Książka ukraińskojęzyczna | Zaczarowani Muzykanty (Зачаровані музиканти)      | Wygrana   |
| 2015 | Literacka nagroda Wałerego Szewczuka                                                                | (brak)                    | Mahnat (Магнат)                                   | Wygrana   |